# Dora Herxheimer

Dora Herxheimer, 1903

Dora Herxheimer, verheiratete Heidrich (geboren 4. August 1884 in London; gestorben 2. Juli 1963 in Long Island, New York) war eine britische bildende Künstlerin, ursprünglich jüdischen Glaubens. Dora Herxheimer war die Tante von Nellie H. Friedrichs.

## Leben und Werk

### Familie

Dora Herxheimer (links) mit ihrer Schwester Ella, um 1895.

Dora Herxheimer war das zweite von drei Kindern der Eheleute Gotthold Herxheimer (18. September 1838 in Bernburg bis 3. August 1897 in Braunschweig) und Auguste, geb. Jaffé (17. September 1853 in Hamburg bis 1. Mai 1937 in Braunschweig), Tochter des wohlhabenden jüdischen Leinenhändlers Isaac Joseph Jaffé aus Hamburg. Ihre zwei Geschwister Walter (30. August 1877 bis 28. Mai 1914 bei einem Schiffsunglück auf dem Sankt-Lorenz-Strom) und Ella Pauline (6. November 1882 bis 28. April 1978 in New Rochelle, NY) wurden ebenfalls in London geboren.
Ihr Vater Gotthold war der Sohn der Eheleute Salomon Herxheimer (6. Februar 1801 in Dotzheim bis 25. Dezember 1884 In Bernburg) und Lea, geb. Sieskind. Salomon Herxheimer war über 50 Jahre lang Landesrabbiner des Fürstentums Anhalt-Bernburg gewesen. Gotthold Herxheimer wanderte nach England aus und ließ sich in London als Kaufmann nieder. Da sich sein Gesundheitszustand im Alter zusehends verschlechterte, kehrte die Familie 1894 nach Deutschland zurück, wobei sie Braunschweig als Wohnort wählte, weil sich dort kurz zuvor Gottholds Cousin, der Arzt Alfred Sternthal, niedergelassen hatte. Die Familie Herxheimer wohnte im östlichen Ringgebiet, in der Bismarckstraße 6.

### Künstlerisches Schaffen
Alter und Jugend
(um 1898)

Link zum Bild

Zusammen mit ihrer Schwester Ella besuchte sie das Lyceum Kleine Burg. Nachdem sie 1901 das Abitur bestanden hatte und auch ihre Schwester das Abitur gemacht hatte, zogen beide mit ihrer Mutter nach Dresden, da Dora Kunst studieren wollte und Ella Musik. Da Frauen im Deutschen Kaiserreich das Kunststudium untersagt war, nahmen beide Privatunterricht: Ella erhielt Klavierunterricht bei der bekannten Pianistin Laura Rappoldi, während Dora Privatunterricht bei dem Maler und Grafiker Georg Lührig erhielt. Dora Herxheimer soll für Lührigs Ölgemälde „Alter und Jugend“ Modell gestanden haben. Eine ursprünglich geplante gemeinsame Studienreise nach Rom fand nicht statt, da Ella Herxheimer der Meinung war, sie könne sich dort nicht weiterentwickeln. Daraufhin zogen Mutter und Schwester wieder zurück nach Braunschweig, während Dora Herxheimer allein nach Paris ging, wo sie Kontakt zu dem Bildhauer Auguste Rodin bekam. Zu dieser Zeit war Rainer Maria Rilke Rodins Privatsekretär. Im Umfeld Rodins arbeiteten weitere deutsche Künstlerinnen, wie z. B. Paula Modersohn-Becker, Clara Westhoff (Rilkes Ehefrau), Hedwig Jaenichen-Woermann, Ottilie Reylaender sowie der Bildhauer Bernhard Hoetger. Herxheimer wurde künstlerisch stark vom Werk Rilkes beeinflusst, in Briefen an ihn bezeichnete sie ihn als ihren „Meister“. In Anlehnung an Rilkes Gedicht Der Panther, schuf Herxheimer zwischen 1906 und 1907 mehrere Panther-Skulpturen. Herxheimer fühlte sich zu Rilke hingezogen, obwohl er verheiratet war. Im Lauf der Jahre entwickelte sich ein reger Briefwechsel zwischen beiden. Zu einer Liebesbeziehung kam es jedoch nicht. Zwischen 1905 und 1908 hielt sich Herxheimer mehrfach in Italien auf, wo sie auf Vermittlung Rilkes zusammen mit Ottilie Reylaender in der vom elsässischen Kunstmäzen Alfred Wilhelm Strohl zur Verfügung gestellten Villa Strohl-Fern wohnte.
Nachdem ihre Mutter 1909 von Rom zurück nach Braunschweig gezogen war und im östlichen Ringgebiet in der Wilhelm-Bode-Straße 11 wohnte, wo im selben Haus seit 1912 auch ihre von Lyon nach Braunschweig zurückgekehrte Schwester Ella nach ihrer Scheidung mit ihrer 1908 geborenen Tochter Nellie lebte, kam Dora Herxheimer des Öfteren zu Besuch nach Braunschweig. Während ihrer Aufenthalte in der Stadt entstanden mehrere Werke, darunter eine Bronze-Büste ihrer Schwester und ein Bronze-Relief ihrer Mutter. Ihre Mutter Auguste Herxheimer starb 1937, ihr Vater war bereits 1897 gestorben. Das Gemeinschaftsgrab der Eltern befindet sich noch heute auf dem alten jüdischen Friedhof, Hamburger Straße.
Am 9. August 1911 heiratete Dora Herxheimer in Paris überraschend den aus Böhmen stammenden k.u.k. Offizier und Kaufmann Rudolf Heidrich, dazu konvertierte sie zum Katholizismus. Dora Heidrich behielt jedoch „Dora Herxheimer“ als Künstlernamen bei. Da ihr Mann an Tuberkulose erkrankt war, gab sie ihr künstlerisches Schaffen weitgehend auf. 1919 wurde das einzige Kind des Paares, Dorothea Gertraude in Freudenstadt geboren.

### Zeit des Nationalsozialismus und Nachkriegszeit
Während der Zeit des Nationalsozialismus lebte die Familie zurückgezogen bis nach 1945 im Sudetenland, in Gablonz an der Neiße, der Heimatstadt ihres Mannes. Ihre Nichte Nellie Bruell war bereits 1937 mit ihrem zukünftigen Ehemann, dem Mathematiker Kurt Friedrichs, in die USA geflohen. Ihre Schwester Ella lebte ebenfalls seit 1938 in den USA. Nach der Besetzung des Sudetenlandes Anfang 1938 (als Folge des Münchner Abkommens) durch die deutsche Wehrmacht, musste Dora Herxheimer – obwohl 1911 zum Christentum übergetreten – den Judenstern tragen und durfte nicht weiter als Englischlehrerin arbeiten. Ihr Mann starb 1941 an Tuberkulose, wodurch seine Witwe den Schutzstatus der „privilegierten Mischehe“ verlor. Wie es beide geschafft haben, dennoch unter der NS-Herrschaft zu überleben, ist unbekannt. Ihr Briefwechsel mit Rilke soll ihr und ihrer Tochter das Leben gerettet haben: Eigentlich sollten beide 1944 in das KZ Theresienstadt deportiert werden. Dora Herxheimer soll es aber gelungen sein, einem Gestapo-Mitarbeiter den umfangreichen Briefwechsel zwischen ihr und Rilke als „Pfand für ihre Person“ zu übergeben. Dieser soll daraufhin das Deportationsdatum auf „November 1945“ geändert haben.
1947 emigrierte Dora Herxheimer, die in London geboren und damit britische Staatsbürgerin war, zusammen mit ihrer Tochter nach England. Das Leben dort erwies sich jedoch als äußerst schwierig. Sie musste als Putzfrau in einem Krankenhaus arbeiten, und da sie keine Wohnung finden konnten, lebten beide in einem kleinen Raum in diesem Krankenhaus. 1950/51 wanderte ihre Tochter in die USA aus, wo sie einen deutschstämmigen Juden heiratete, mit dem sie zwei Söhne hatte. 1954 folgte Dora Herxheimer ihrer Tochter nach St. Albans, Queens. Sie blieb bis zu ihrem Tod 1963 in den USA. Ihre Tochter Gertraude starb 2014 in New York City.

## Erinnerungen
- Dora Heidrich-Herxheimer: [Erinnerungen an Rilke], in: Gert Buchheit (Hrsg.): Rainer Maria Rilke. Stimmen der Freunde, ein Gedächtnisbuch. Freiburg: Urban, 1931, S. 91–94